# Krîhivți, raionul Ivano-Frankivsk, regiunea Ivano-Frankivsk
Krîhivți (în ucraineană Крихівці) este o comună în orașul regional Ivano-Frankivsk, regiunea Ivano-Frankivsk, Ucraina, formată numai din satul de reședință.

## Demografie
Componența lingvistică a comunei Krîhivți
     Ucraineană (98,33%)
     Rusă (1,38%)
     Alte limbi (0,14%)
Conform recensământului din 2001, majoritatea populației comunei Krîhivți era vorbitoare de ucraineană (98,33%), existând în minoritate și vorbitori de rusă (1,38%).